# Video analítica
La video analítica o análisis de video es una tecnología que se usa para analizar una grabación de video para datos específicos, comportamiento o actitudes. Tiene un amplio abanico de aplicaciones, incluyendo la seguridad.
Los algoritmos de software se realizan en procesadores dentro de un ordenador o plataforma integrada en cámaras de video, aparatos de grabación o unidades de procesamiento de video especializadas.
Los algoritmos de video analytics se integran con el video y se llaman Intelligent Video Software systems o sistemas de video inteligente que funcionan en ordenadores estándar o se integran en chips llamados digital signal processors (DSPs) que funcionan en cámaras IP cameras o encoders. La tecnología puede evaluar los contenidos del video para determinar la información especificada acerca del contenido de ese video. 
Ejemplos de aplicaciones de video analytics incluyen: contar el número de peatones cruzando una puerta o entrando en una región geográfica, determinar la situación, velocidad y dirección del movimiento, identificando movimientos sospechosos de pèrsonas u objetos.  
Aplicaciones comerciales de aplicaciones de esta tecnología aumentan y diversifican en seguridad, gobierno, retail, urbanismo, transporte y sectores de servicios financieros.
Video Analytics no se debería confundir con el tradicional Video Motion Detection (VMD), una tecnología que ha estado en el mercado durante más de 20 años. VMD usa reglas simples y asume que cualquier cambio de pixel en el escenario es importante. Una limitación de VMD es que hay infinidad de alarmas falsas.